# Venus i päls
Venus i päls, tysk originaltitel Venus im Pelz, är en kortroman skriven 1870 av den österrikiske författaren Leopold von Sacher-Masoch. Den är ett klassiskt verk i erotisk litteratur.

## Handling
Romanen är uppbyggd som en ramberättelse. Den börjar men att en manlig berättare samtalar med en vän om kärlek, kvinnor och begär. Vänner, som heter Severin, ger berättaren ett manuskript vilket sedan utgör huvuddelen av romanen. 
Severin är förälskad i Wanda, men han vill inte ha ett traditionellt kärleksförhållande - han vill att hon ska behandla honom som en slav. Han är besatt av tanken på att kvinnan ska vara överlägsen mannen, särskilt om hon bär päls - något som får honom att känna sig underlägsen och upphetsad. Efter viss tvekan går Wanda med på detta, och de skriver ett kontrakt där Severin förbinder sig att vara hennes slav under en bestämd tid. 
Till slut blir Wanda grym, nästan likgiltig, och Severin förödmjukas till bristningsgränsen. När kontraktet löper ut, lämnad Wanda Severin och konstaterar att en kvinna inte kan respektera en man som frivilligt låter sig förnedras. 